# Grande Prémio do Guadiana
O Grande Prémio do Guadiana (oficialmente Troféu Alpendre Internacional do Guadiana) é uma competição ciclista de dois dias portuguesa que se disputa nos arredores da ribeira do Guadiana. A corrida faz parte do UCI Europe Tour desde 2015, em categoria 2.2.

## Palmarés
| Ano  | Vencedor    | Segundo       | Terceiro      |
| ---- | ----------- | ------------- | ------------- |
| 2015 | Jordi Simón | Hernâni Broco | Ryan Anderson |